# Verveux

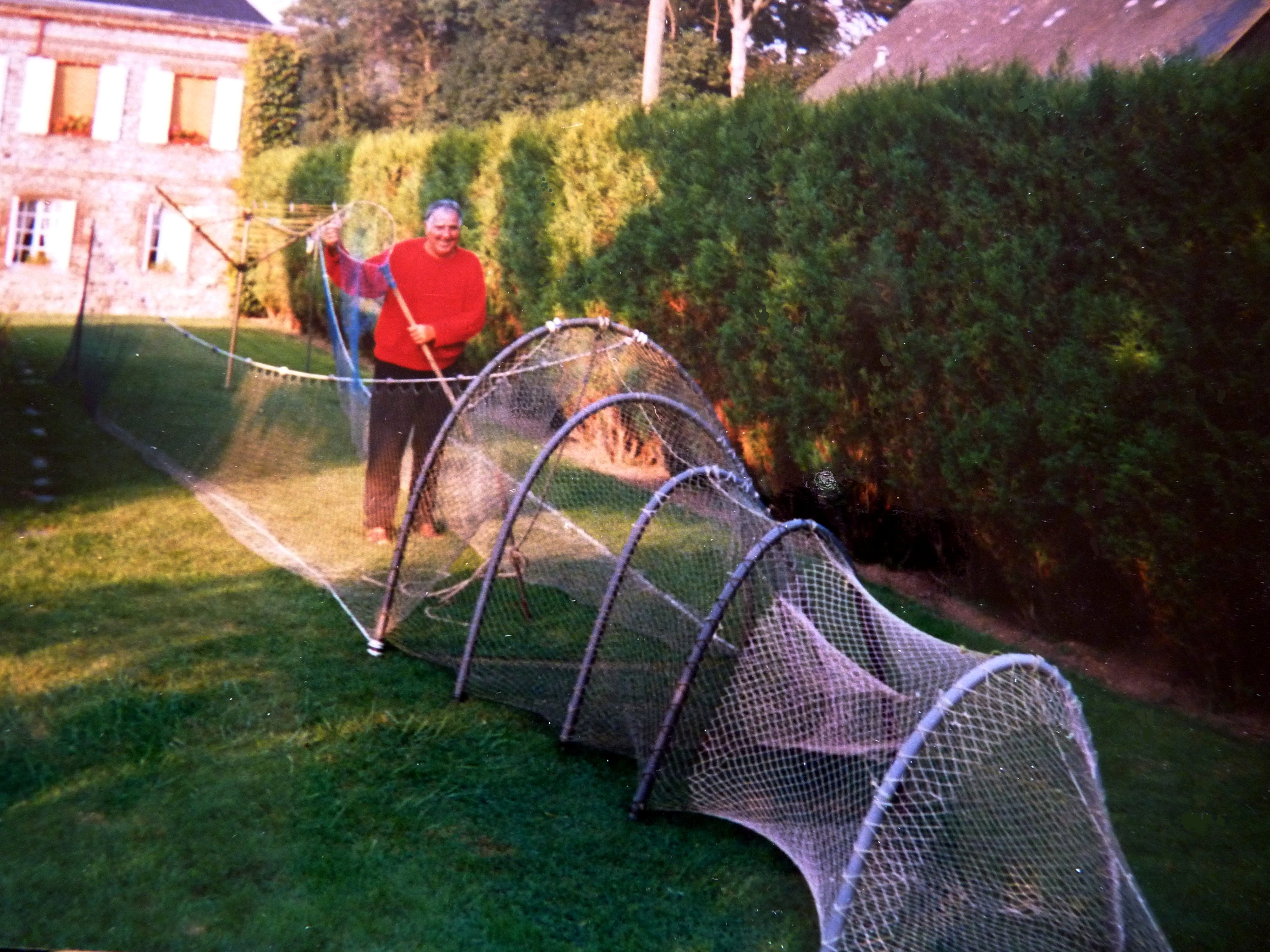
Un verveux appelé « gervais » fabriqué artisanalement.

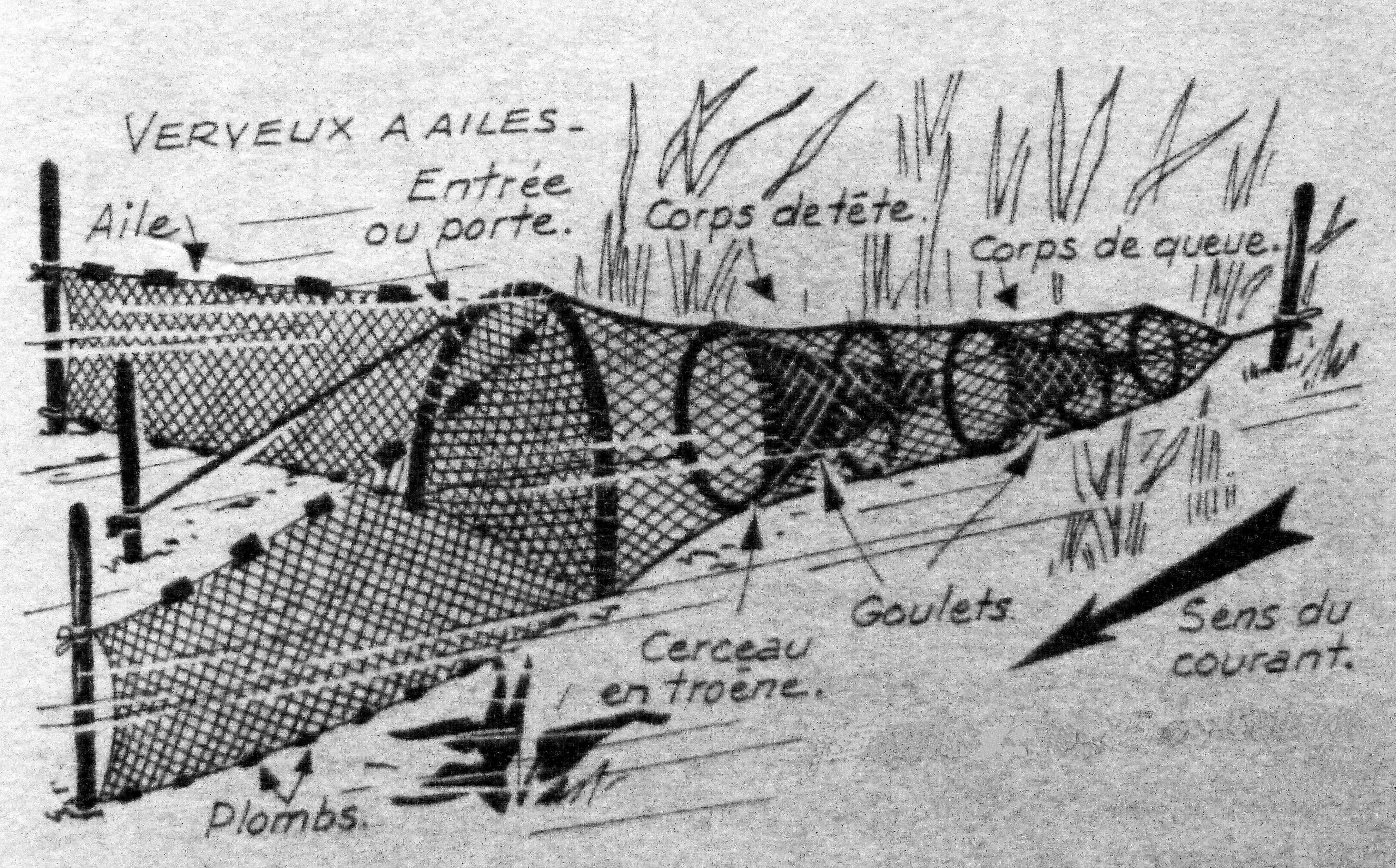
Schéma d'un verveux à ailes.

Un verveux est un filet pliant qui a la forme d'une longue nasse, cylindrique ou conique, monté sur des anneaux ou autres structures rigides.

## Utilisation
Le verveux est utilisé depuis la fin des années 60 pour la pêche à l'anguille. Très utilisé dans l'Est du Nouveau-Brunswick, les pêcheurs l'appellent la bourne ou filet réservoir.

### Le verveux à ailes
Le verveux à deux « ailes » est amarré par ses deux extrémités (entrée et tête) au moyen de longs piquets enfoncés au maillet ou avec un gros caillou que l'on pose à la tête afin de bien le tendre.
Les « ailes » doivent être étendues de part et d'autre de chaque côté de la « porte » (entrée) et maintenues sur le fond au moyen de lest (plombs) ou de grosses pierres disposées sur la ralingue inférieure. Grâce à des flotteurs en liège fixés de place en place sur les ralingues supérieures, les ailes se tiennent écartées verticalement dans l'eau de manière à former un barrage pour les poissons. Ainsi, lorsque la mer baisse, les poissons en remontant le courant sont forcés d'entrer par la porte, de passer par le goulet et d'entrer dans le corps du verveux.
La pose d'un verveux est une opération délicate et compliquée qui demande des pêcheurs aguerris, connaissant bien les fonds et les endroits sur lesquels il doit être tendu (la Pointe, l'Ecamé pour ne citer que des lieux de pêche situés à Veules-les-Roses)
Son emploi peut être réglementé, comme en Loire-Atlantique.